# Villenkolonie Menterschwaige

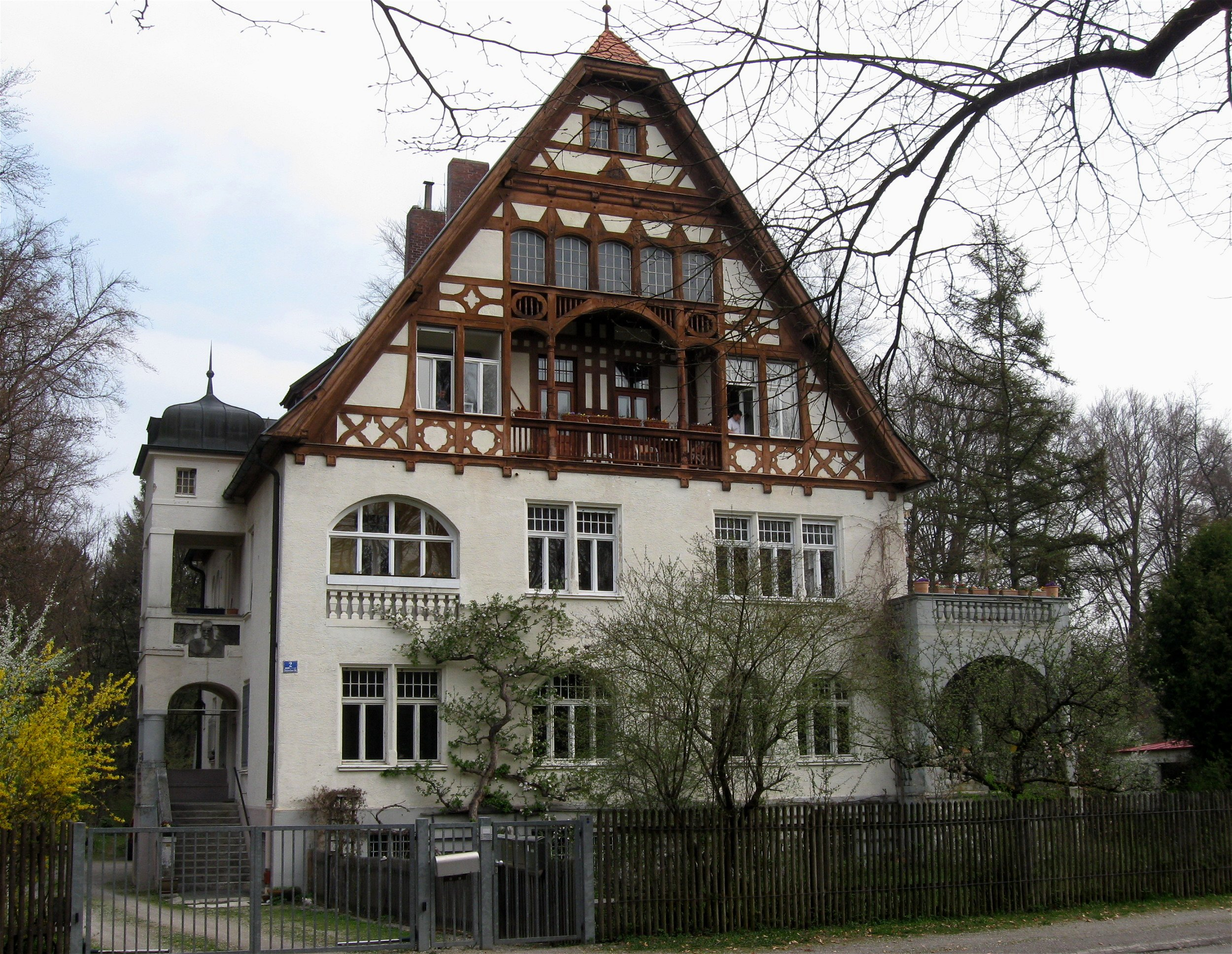
Landhaus Lehmann; erbaut für Julius Friedrich Lehmann, 1905

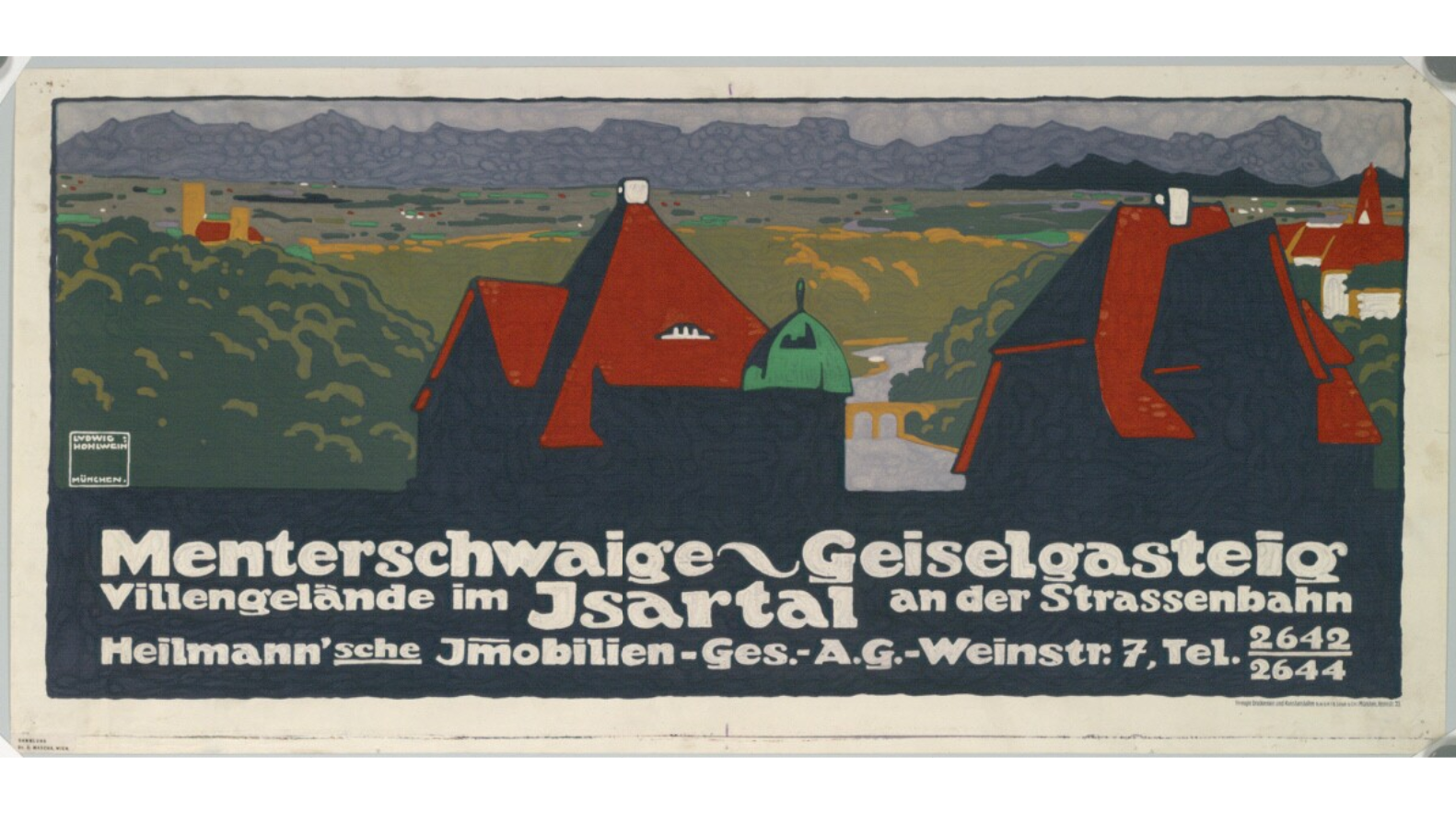
Werbeplakat für das Immobilienprojekt, 1910 von Ludwig Hohlwein

Die Villenkolonie Menterschwaige ist eine Siedlung am Hochufer der Isar in München im Stadtteil Harlaching. Die Bebauung bestand ursprünglich aus großzügigen Wohngebäuden des späten Historismus, insbesondere des Heimatstils. Die Kolonie ist rund 48 ha groß und wurde ab 1896 von dem Bauunternehmen Heilmann & Littmann erschlossen. Sie ist nach dem Gutshof Menterschwaige benannt, der im Nordwesten des Gebiets steht.

## Lage
Der Gutshof wurde um 1012 erstmals in einer Urkunde erwähnt, er war seit dem 15. Jahrhundert im Besitz der Münchner Herzöge von Bayern und blieb mit einer kurzen Unterbrechung bis 1793 Eigentum der Wittelsbacher. Anschließend geriet er in Privatbesitz und wurde mehrfach kurz hintereinander verkauft. Im 19. Jahrhundert wurde der Gutshof als Gaststätte ausgebaut und war ein beliebtes Ziel für Ausflüge und Künstlerfeste. Zum Hof gehörte das gesamte Gelände zwischen der Straße von Harlaching nach Grünwald im Osten und dem Steilhang des Isartals im Westen. Im Süden wurde es begrenzt durch die Bahnstrecke München–Lenggries, die das Isartal auf der Großhesseloher Brücke überquert. Im Norden reichte das Grundstück nur wenig über den Gutshof hinaus. Das Gelände war im Süden mit lockerem Wald bestanden, der Rest waren landwirtschaftlich genutzte Weideflächen und Felder. Zusammen mit Harlaching wurde die Menterschwaige 1854 Giesing zugeschlagen und noch im selben Jahr mit diesem nach München eingemeindet.

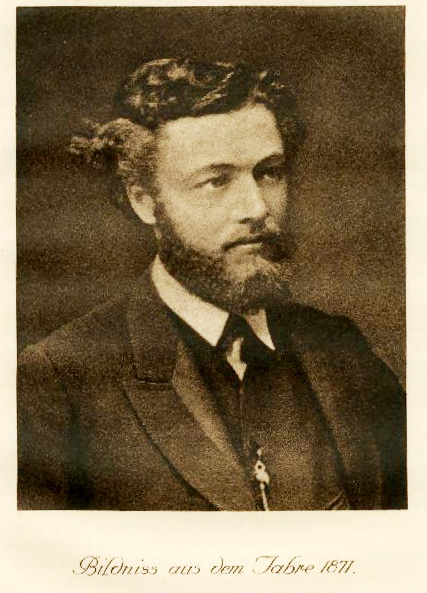
Jakob Heilmann, 1871

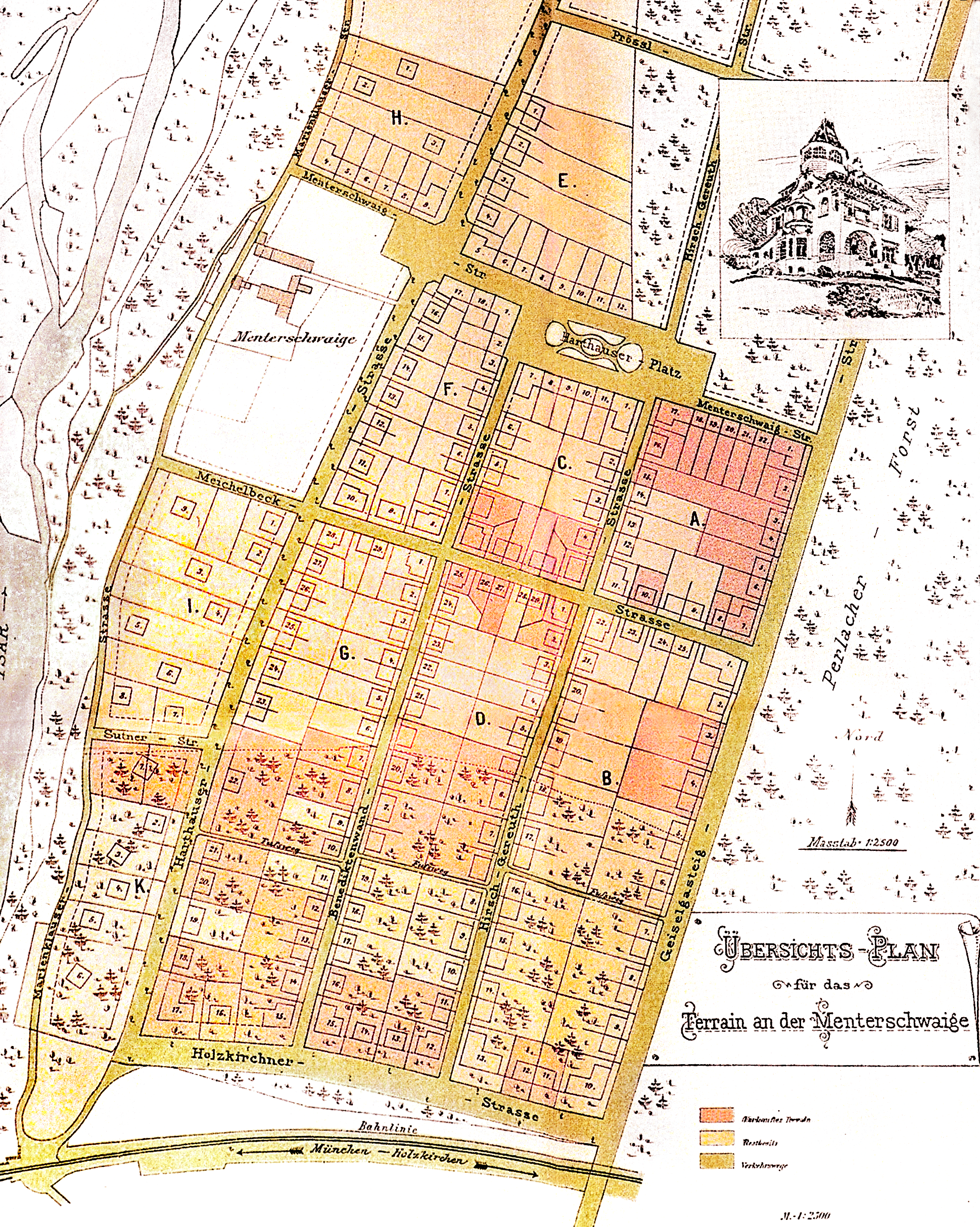
Übersichtsplan aus dem Jahresbericht von Heilmann & Littmann 1900

## Geschichte

### Kauf und Erschließung
1896 kaufte das Bauunternehmen Heilmann & Littmann Gasthof und Gelände mit zusammen 52 ha für 450.000 Mark, um dort eine seiner Villenkolonien anzulegen, mit denen es seit 1887 im Großraum München erfolgreich war. Zwei Jahre zuvor war das Grundstück der Stadt München angeboten worden, die einen Kauf mit knapper Mehrheit im Magistrat abgelehnt hatte und dadurch die Möglichkeit verlor, gestaltend in die Grundstückspolitik einzugreifen. Der Magistrat schrieb dazu 1910: „Auf dem Gebiet der Grundstückspolitik hat sonach den städtischen Kollegen früher so ziemlich jede Initiative und Voraussicht gefehlt.“
Das Unternehmen reichte einen Baulinienplan ein, der schon 1897 durch die Stadt München genehmigt wurde. Er sah ein Straßenraster mit einem großzügigen Platz als Aufweitung der Zufahrt zum Gutshof vor. Heilmann & Littmann boten der Stadt an, die Straßen auf eigene Kosten anzulegen und an die Gemeinde kostenlos abzutreten. Ab 1898 wurde eine gesetzliche Pflicht eingeführt, dass Bauentwickler – die damals als Terraingesellschaften bezeichnet wurden – 5 % des zu beplanenden Grundstücks als öffentliche Straßenfläche vorsehen, die Straßen anlegen und auf die Stadt übertragen mussten. In der Menterschwaige boten Heilmann & Littmann diese bereits in der politischen Debatte befindlichen Leistungen freiwillig an. Zudem würden sie auch den Steilhang und den bei Ausflüglern beliebten Fußweg auf dem Hochufer kostenlos an die Stadt überschreiben. Dieses Angebot gilt als Grund für die schnelle Annahme der Planung durch die Stadtverwaltung. Ungewöhnlich war das starre Straßenraster. Seit Theodor Fischer in der Münchner Stadtverwaltung für Stadterweiterung zuständig war, waren für hochwertige Wohngebiete in München geschwungene Straßenführungen üblich. Auch Heilmann & Littmann hatten bei früheren Villenkolonien den Landschaftsformen angepasste Straßenzüge mit Schwüngen und wesentlich mehr kleinen Plätzen geplant. Ausweislich eines erhaltenen Schreibens Fischers an Gabriel von Seidl, der Namens des Isartalvereins wegen der Straßenführung anfragte, ist die Baulinienfestsetzung in der Menterschwaige einem Irrtum zu verdanken. Die Stadt genehmigte einen vorläufigen Plan, der nur Beispielcharakter für die Zahl der Grundstücke und deren Aufteilung haben sollte. Bei der Umsetzung mehrere Jahre später erinnerte sich das Unternehmen nicht mehr an den vorläufigen Charakter und fühlte sich an den Plan gebunden.
Heilmann & Littmann verkauften die 48 ha für die Villenkolonie im Laufe des Jahres 1897 weiter an die neu gegründete Heilmann’sche Münchner Aktiengesellschaft, ein weiteres Unternehmen der Unternehmensgruppe von Jakob Heilmann, die Grundstücksgeschäfte abwickelte. Der Kaufpreis betrug 430.479 Mark. Den Gutshof verkauften sie 1898 an das Bürgerliche Brauhaus München, eine Großbrauerei und Betreiber von Gaststätten, die der Familie von Heilmanns zweiter Frau Josephine, geborene Hierl, gehörte und in deren Aufsichtsrat Heilmann selbst saß. Der Preis für die Gastwirtschaft mit rund 4 ha Grund und diversen Nebengebäuden betrug 220.000 Mark, so dass Heilmann & Littmann, die selbst 450.000 Mark bezahlt hatten, innerhalb von nicht ganz zwei Jahren durch die Verkäufe innerhalb der eng verbundenen Unternehmen rund 200.000 Mark oder 44 % Gewinn auswiesen.
Die Heilmann’sche Immobiliengesellschaft bot die Menterschwaige in Form von einzelnen, unbebauten Grundstücken an. Anders als bei früheren Bauprojekten wie in der Villenkolonie Prinz-Ludwigs-Höhe auf dem gegenüberliegenden Isarufer baute sie selbst keine Häuser, vielmehr gaben die Käufer der Grundstücke Entwurf und Bau der Häuser bei Architekten ihrer Wahl in Auftrag. In der Werbung für die Grundstücke schrieb die Gesellschaft: „landschaftlich schöne Lage am Steilrand des Isartales, herrlicher Blick auf München und südwärts auf das Gebirge. Prächtiger Waldbestand!“ Bereits 1900 war mehr als ein Drittel der Flächen verkauft, insbesondere die bewaldeten Grundstücke im Süden der Kolonie verkauften sich schnell. Danach stockten sowohl der Verkauf als auch die Bebauung der Grundstücke bis etwa 1910, als die Stadt München die Straßenbahnlinie nach Grünwald fertigstellte und so das neue Wohngebiet verkehrlich erschloss. Vorher gab es nur die nicht-asphaltierte Straße von Harlaching nach Grünwald, über deren Staubentwicklung sich Bewohner der angrenzenden gehobenen Wohngebiete häufig beklagten, und die Bahnlinie. Deren nächster Halt war allerdings Großhesselohe am anderen Ufer der Isar, so dass Fahrgäste die Villenkolonie nur durch einen mindestens zwanzigminütigen Fußweg über die Eisenbahnbrücke erreichen konnten.
Um den Bau der Straßenbahn hatte es seit etwa 1902 Streit gegeben, die Stadt hatte die seit langem bestehende Planung selbst nicht vorangetrieben, es andererseits aber auch nicht zugelassen, dass eine privat finanzierte Straßenbahn eine Lizenz erhalten hätte. 1899 hatten Heilmann & Littmann auch ein nahegelegenes Grundstück in Geiselgasteig erworben, wo sie eine weitere Villenkolonie planten. Daher hatten sie ein starkes Interesse am Fortgang der Straßenbahnplanung. 1907 boten Heilmann & Littmann der Stadt einen breiteren Streifen im Süden der Hangkante an. 1909 schließlich wurde das Unternehmen mit der Stadt in einer ganzen Reihe an Streitpunkten einig. Sie verkauften die Erweiterungsflächen an der Hangkante, ein 2,3 ha Grundstück im Planungsgebiet Geiselgasteig sowie 1,8 ha lange Zeit umstrittene Flächen im Isartal unterhalb von Grünwald für 65.000 Mark an die Stadt. Im Jahr der Straßenbahnerschließung 1910 übernahm die Stadt auch die Verkehrsflächen laut der Planung mit dem erweiterten Hanggrundstück.

### Bebauung und Bewohner
Die Bebauung der Grundstücke verlief wesentlich langsamer. 1910 waren erst vier Häuser errichtet, darunter das Landhaus Lehmann des Verlegers Julius Friedrich Lehmann und das Landhaus Spatz seines Schwagers, Hofrat Bernhard Spatz.
Das Landhaus Lehmann in der Villenkolonie spielte eine besondere Rolle im Rahmen des Hitlerputsches in der Nacht vom 8. auf den 9. November 1923. Julius Lehmann hatte den von ihm übernommenen Fachverlag der Münchner Medizinischen Wochenschrift (heute: MMW – Fortschritte der Medizin) systematisch auf Rassentheorie und Rassenhygiene ausgebaut. Er gilt als einer der maßgeblichen Wegbereiter des Nationalsozialismus in München, unterstützte eine große Zahl an nationalen Vereinen und Verbänden und gab antidemokratische Publikationen heraus. In seinem Haus versammelten sich regelmäßig spätere Führer des Nationalsozialismus. In der Nacht des Hitlerputsches wurden die im Bürgerbräukeller von den Putschisten festgesetzten Vertreter der Bayerischen Regierung, Ministerpräsident Eugen von Knilling, Justizminister Franz Gürtner, Innenminister Franz Schweyer, Landwirtschaftsminister Johannes Wutzlhofer, der Münchner Polizeipräsident Karl Mantel und weitere hochrangige Politiker von 30 bewaffneten SA-Männern unter der Leitung von Rudolf Heß in Lehmanns Haus transportiert und dort in „Schutzhaft“ genommen. Als der Putsch am folgenden Tag scheiterte, wurden die Geiseln der anrückenden Polizei unverletzt übergeben.
Rudolf Heß wurde später selbst Bewohner der Menterschwaige. Er kaufte 1935 eines der größten Grundstücke der Kolonie direkt an der Hangkante, das 1925 mit einem Landhaus mit Nebengebäuden bebaut worden war. Heß ließ das Haus durch den Architekten Peter von Seidlein weitgehend umbauen und auf die nahezu doppelte Nutzfläche erweitern. Das Gebäude wurde im Zweiten Weltkrieg beschädigt und brannte teilweise aus. Nach dem Krieg wurde das Grundstück von der US Army als Jugendcamp für die Kinder der Besatzungstruppen genutzt. Erst 1991 gaben die Amerikaner das Grundstück an den Freistaat Bayern zurück, der dort bis heute zwei Probenbühnen für das Gärtnerplatztheater unterhält. Für 2012 bis 2014 ist ein Umbau des Theaters am Gärtnerplatz geplant, bei dem die Probenbühnen in der Menterschwaige in das Hauptgebäude integriert werden sollen.
Andererseits wohnte in der Menterschwaige auch der deutsch-russische Arzt Hugo Schmorell mit seiner Familie. Sein Sohn Alexander Schmorell lernte als Medizinstudent in der Sanitätskompanie der Wehrmacht 1941 den ebenfalls Medizin studierenden Hans Scholl kennen und freundete sich mit ihm an. Es entwickelte sich ein Freundeskreis, der auch Christoph Probst einschloss und sich regelmäßig im Haus der Schmorells zu literarischen und philosophischen Gesprächs- und Leseabenden traf. Anfang 1942 wurden die Freunde im Widerstand gegen den Nationalsozialismus aktiv und gründeten die Weiße Rose. Nach Schmorell ist heute der einzige größere Platz in der Menterschwaige benannt.
Weitere prominente Bewohner der Menterschwaige vor und während des Zweiten Weltkriegs waren der Hotelier und Gastronom Alfred Walterspiel, die Schriftstellerin Kuni Tremel-Eggert und der Komponist Siegmund von Hausegger.
Die Häuser der Villenkolonie erlitten nur punktuell Kriegsschäden, nach dem Krieg wurde am 12. April 1946 die gesamte Kolonie Menterschwaige mit dem südlichen Teil Harlachings durch die US Army beschlagnahmt und diente als Wohngebiet für Angehörige der Besatzungstruppen und der amerikanischen Zivilverwaltung. Die Häuser wurden zwischen 1955 und 1957 an ihre Eigentümer zurückgegeben, nachdem die Amerikanische Siedlung im Ortsteil Obergiesing fertiggestellt worden war.

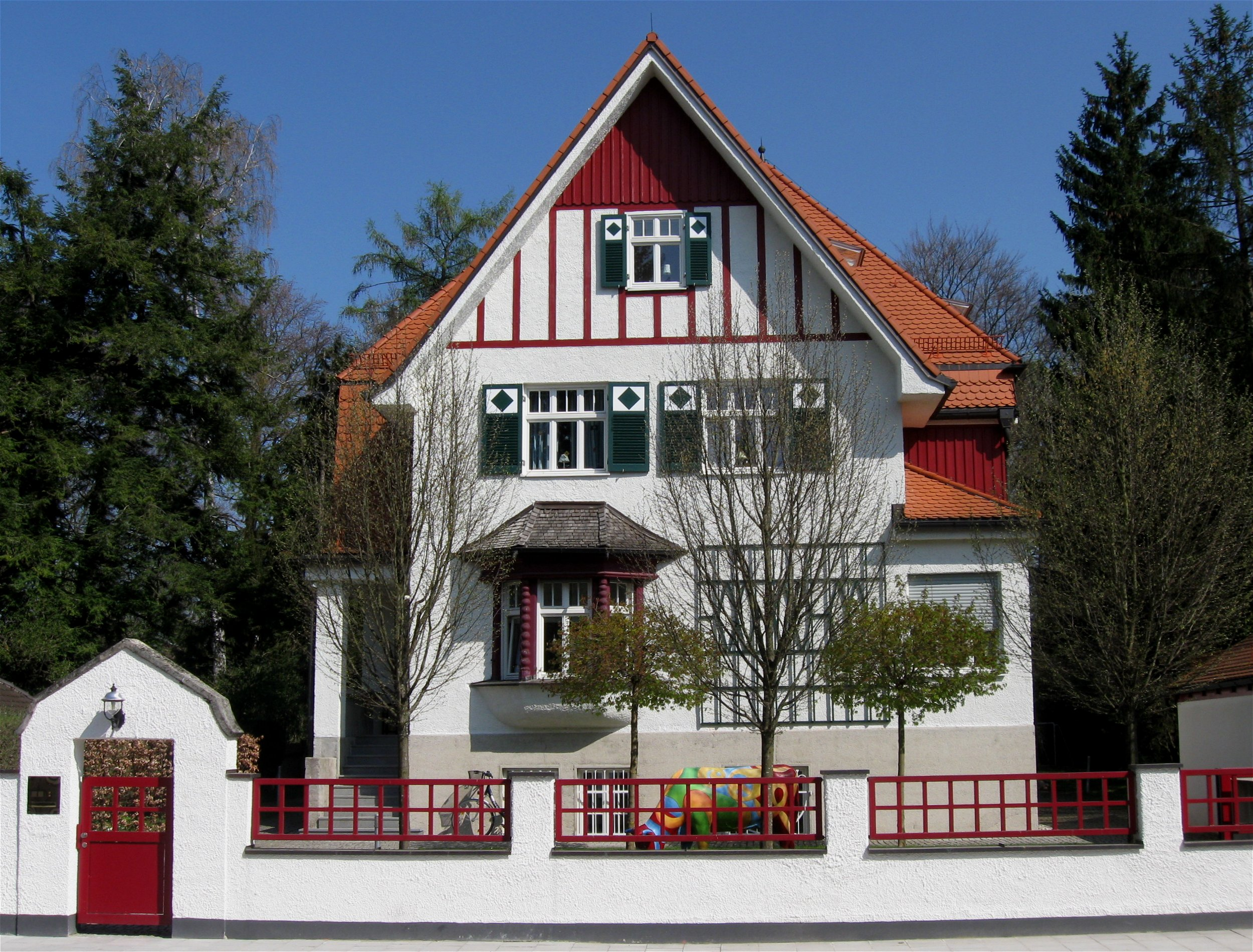
Villa Arntz, 1912

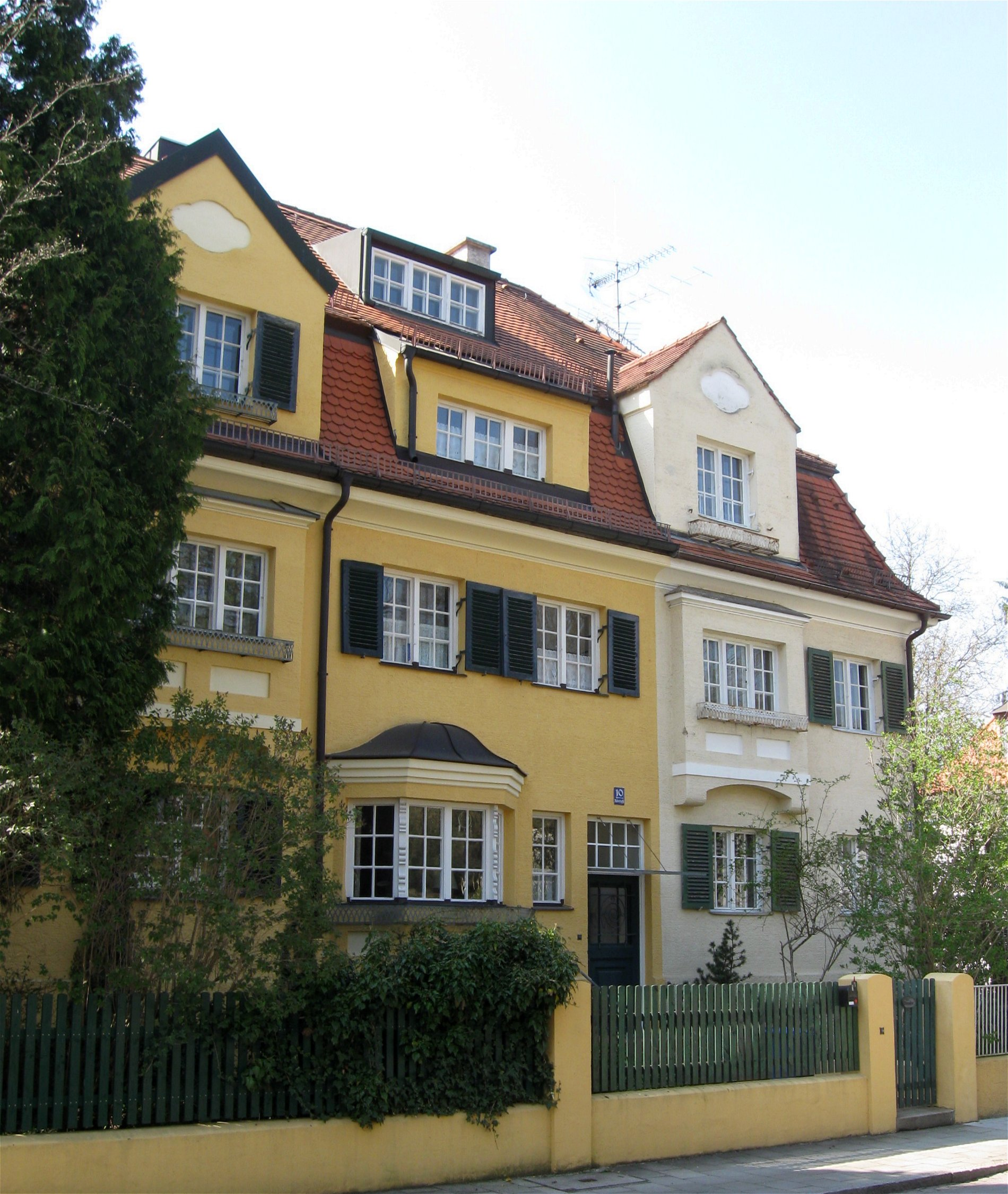
Haus Baumann, 1912

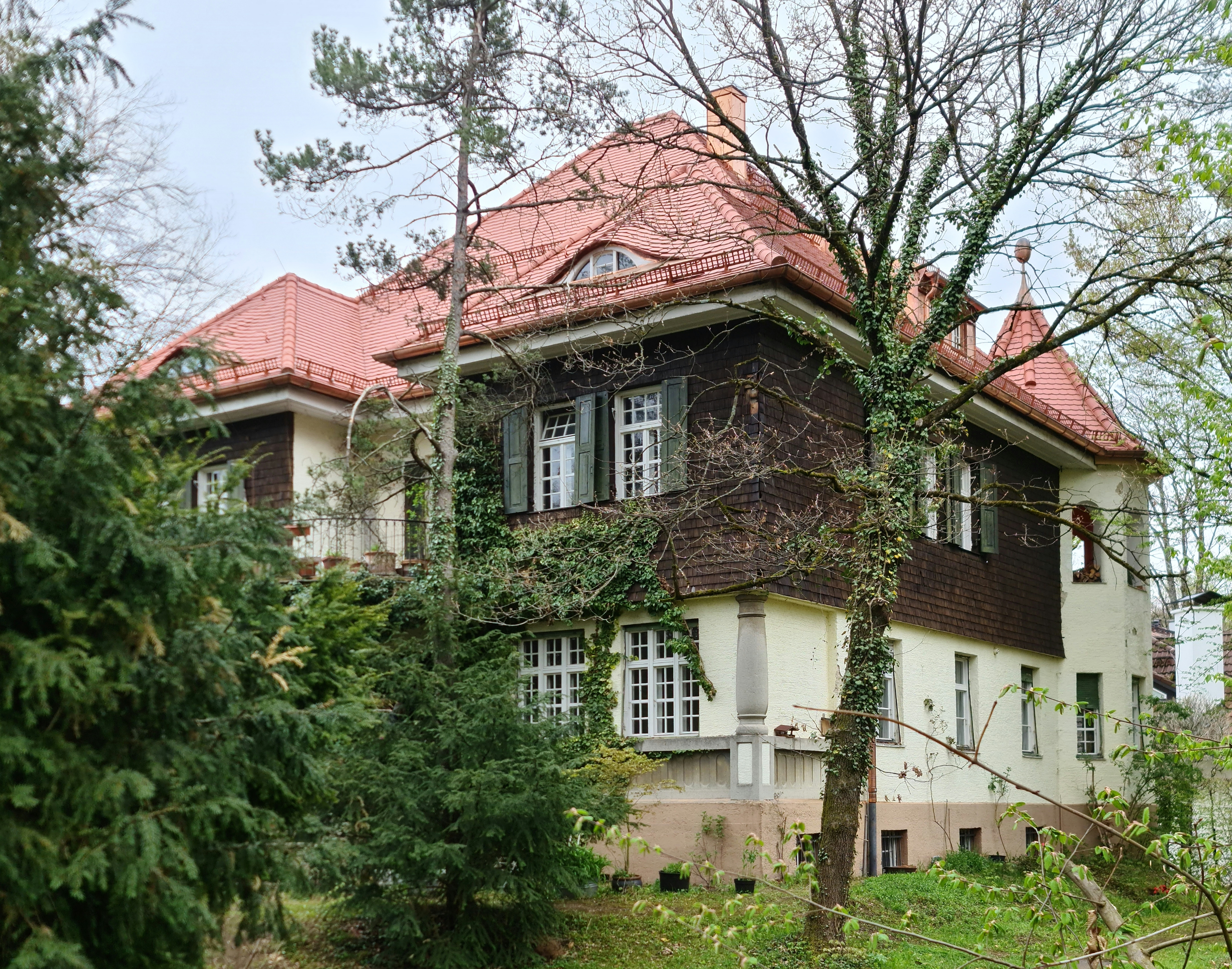
Villa Ahles, 1913

## Villenkolonie Menterschwaige heute
Die Menterschwaige bildet auch heute noch ein eigenes Quartier im Münchner Stadtteil Harlaching. Nach dem Zweiten Weltkrieg wurde auch eine kleine Fläche bebaut, die südlich an die Bahnlinie angrenzt und bis zur Stadtgrenze reicht. Die Nordgrenze ist nicht genau bestimmt, hier schwanken die Zuordnungen einzelner Autoren. Da die Stadtgrenze am Südende des Klinikums Harlaching auf der Höhe der Faistenbergerstraße rechtwinklig von der Geiselgasteigstraße abbiegt und sich der schmale Streifen hier zu einer breiten Fläche aufweitet, wird diese Stelle oft als Übergang von der Menterschwaige zum Kerngebiet Harlachings angesehen. Zur Menterschwaige wird auch die ehemalige Waldheilstätte Menterschwaige auf einer Rodungsinsel im Perlacher Forst, östlich der Straße nach Grünwald, gezählt. Sie wurde 1931 von der Landesversicherungsanstalt Oberbayern für lungenkranke Frauen und Mädchen errichtet. Die für die Atemtherapie gebauten Liegehallen wurden 1986 abgebrochen, im ansonsten erhaltenen Gebäude ist heute die Dynamisch Psychiatrische Klinik Menterschwaige untergebracht.

### Baudenkmäler
Ursprünglich war die Menterschwaige durch die Architektur des späten Historismus, insbesondere des Heimatstils, und des beginnenden Jugendstils geprägt. Davon sind nur noch einzelne Bauten erhalten. Eine große Zahl der Häuser wurden in der Nachkriegszeit als unmodern komplett umgestaltet oder abgerissen. Die Grundstücke wurden häufig geteilt und mit mehreren modernen Häusern bebaut. Außer dem Gutshof Menterschwaige sind nur noch fünf weitere Bauten aus der Ursprungszeit nahe dem Originalzustand erhalten und stehen unter Denkmalschutz. Darunter sind:
- das Landhaus Lehmann (Holzkirchner Straße 2) im Süden des Gebietes wird als „stattliche Villa“ im „Fachwerkstil mit auffallend steilem Dach“ beschrieben. Es wurde 1905 vom Architekten Carl Ebert gebaut. Der Grundriss ist an die Wünsche Lehmanns nach einem Haus für die Familie angepasst und dient weniger der Repräsentation.[3] Dies zeigt sich insbesondere in einem eigenen „Kinder-Wohnzimmer“ im Erdgeschoss neben dem allgemeinen Wohnzimmer. Das hohe Dach mit zwei Geschossen nimmt einerseits die Räume der Dienstboten auf, andererseits befindet sich hier wie auch im ersten Obergeschoss eine größere Zahl an Gästezimmern. Die Architektonische Rundschau verwies in einer Vorstellung des Hauses im Jahr 1908 auf die reiche Ausstattung von Diele und Wohnzimmer mit Wandtäfelungen und die vielen Sitzplätze im Freien. Sie nennt ansonsten die Ausstattung „einfach aber sehr solid.“[16] Eine der Veranden, die zu den Freisitzen gezählt wurde, ist heute geschlossen.
- die Villa Arntz (Benediktenwandstraße 17) wurde vom Architekten Theo Urmetzer entworfen und 1912 fertiggestellt. Der Grundriss ist nahezu quadratisch. Im Keller wurde ein chemisch-pharmazeutisches Labor eingerichtet, in dem Doktor K. Arntz Produkte für sein Unternehmen fertigte.
- Anfang 1912 kaufte der Architekt Eduard Baumann drei kleine, nebeneinander gelegene Grundstücke im Norden des Gebietes. Er entwarf eine Reihenhausgruppe (Rabenkopfstraße 8, 10, 12) für die Grundstücke, die einen symmetrischen Aufbau zeigt. Die Einfamilienhäuser sind durch ein durchgehendes Mansarddach und Eckerker geprägt.
- 1913 wurde die Villa des Rechtsanwalts Max Ahles (Harthauser Straße 117) fertig, die auf einem der größeren, bewaldeten Grundstücke steht. Architekt war Ernst Günther, das Gebäude ist symmetrisch mit zwei Eck-Risaliten und fällt durch sein mit Holzschindeln verkleidetes Obergeschoss auf. Das Gebäude wurde von 1934 bis 1936 als Kinderheim genutzt, seitdem ist es wieder ein Wohnhaus.

### Gedenkstätten
In Gedenken an den Wohnort von Alexander Schmorell und die dortigen Treffen der Weißen Rose war bereits 1946 der östlich des Gutshofs gelegene Harthauser Platz in Schmorellplatz umbenannt worden. 1975 wurde nahe der Ecke Harthauser / Holzkirchner Straße am Isarhochufer ein Gedenkstein aufgestellt, der an die Widerstandskämpfer und Verfolgten des Dritten Reichs erinnert.